# Urupema
Urupema es un municipio brasileño del estado de Santa Catarina. Tiene una población estimada al 2021 de 2 453 habitantes. El 1 de diciembre de 2021, recibió el nombre de Capital Nacional del Frío.
Con un clima temperado marítimo y un promedio anual de 13 °C, es una de las ciudad más frías del país. 

## Etimología
El nombre "Urupema" viene del tupí y significa tamiz.

## Historia
Creado originalmente con el nombre de Sant'Ana en 1918, dado por los primeros habitantes de la localidad. Fue creado como distrito de São Joaquim en 1923. Cambió su nombre a Urupema en 1944 y se elevó a municipio el 4 de enero de 1988.